# 冨沢竜也
冨沢 竜也（とみざわ たつや、1988年2月23日 - ）は、日本の声優、俳優、ラジオDJ。東京都出身。ムーブマン所属。

## 人物
高校、大学と舞台演劇をメインに活動。
2011年秋期、文化放送が主催するA&Gアカデミーに入所。
その後、現在所属している声優事務所のムーブマンに所属。
ゲームアプリ『パズル&ドラゴンズ』のカードゲーム「パズル&ドラゴンズTCG」の公式モデル（パズドラTCG名人・トミー）。
3歳の頃から古典芸能である詩吟、詩舞を習う。きっかけは自身の祖母が、会の先生であったことから。詩吟では全国大会に名を連ね、日本最大の詩吟協会の最年少役員としても活動している。
6月10日、自身のツイッターで一般女性との結婚と同時に第1子が誕生したことを発表。

## 出演
太字はメインキャラクター。

### テレビアニメ
- 霊剣山 星屑たちの宴（2016年、案内人B）
- BAKUMATSU（2018年、侍）
- ダイヤのA actII（2019年 - 2020年、関直道）
- 星降る王国のニナ（2024年、ダイタス[6]）

### 劇場アニメ
- ポッピンQ（2016年、ダース）[7]
- 劇場版シティーハンター 〈新宿プライベート・アイズ〉（2019年、トマト急便）

### Webアニメ
- ULTRAMAN（2019年、友人、科特隊員、観客、生徒、警官、傭兵）

### ゲーム
2016年
- チェインクロニクル（封じられた拳ディエゴ、業火絢爛シウロン、仁義の侠客フラッグス）
- 誰ガ為のアルケミスト（傭兵、ガードロイド）
- ぷよぷよ!!クエスト（2016年 - 2019年、スザク、マルテ、パキスタ）

2020年
- ART CODE SUMMONER（アレクサンドル・カバネル）

2023年
- マジカルドロップVI (マジシャン、 ハイエロファント) - DLC追加キャラクター

### 吹き替え
- チャップリン・ザ・ルーツ（2012年、男 他）
- ジョーズ2（2022年、ボブ〈ビリー・ヴァン・ザント〉[11]）※BSテレ東版
- アイリッシュ・ウィッシュ（2024年）
- 百妖譜（2024年、通行人、名士男、城下の男、父親、部下男 他）

### ナレーション
- グルメ情報番組 はっぴる船橋習志野（2013年）

### CV
- 子育てTVハピクラ（2016年、ダンシングパックマン）

### モデル
- パズドラTCG（2014年、パズドラTCG名人トミー）

### テレビドラマ
- おじさんが私の恋を応援しています（脳内）（2022年、TOKYO MX） - 脳内アナウンス

### テレビ番組
- キッズステーション「子育てTV ハピクラ」おたすけ三銃士ハピクラサンシャイン(レッドサンシャイン役)

### ラジオ・ネット番組
2012年
- 中央エフエム「声のかけ橋」リポーター
- 超!A&G+「物活動ラジオ　セブンズミーティング」（レギュラー）
- 超!A&G+「うるめいつ男子組」

2013年
- 超!A&G+「アニメイトガールズフェスティバルプレゼンツ『きらめく乙女のワンダーラジオ2013!!』」
- 超!A&G+「うるめいつジュニアの東京ディズニーリゾートのクリスマスに連れてって」
- 超!A&G+「物活動ラジオ　セブンズパーティー」（レギュラー）

2014年
- 超!A&G+「うるめいつのうりきれごめん」（レギュラー）

2015年
- ニコニコ生放送「太田貴子のドキドキ倶楽部」
- 超!A&G+「冨沢竜也の本気!アニラブ」（レギュラー）
- ニコニコ生放送「AppBank がんばれ!マックスむらいのパズドラ攻略!」（不定期出演）
- youtube「スプリングまおのパズドラTCGはじめました」（レギュラー）
- youtube「パズドラTCG 目指せ日本選手権」（レギュラー）

2016年
- 超!A&G+「冨沢竜也のミュージック＋スペシャル」

2017年
- シェアハウCHU!（冨沢竜也）

### 舞台
2013年
- 劇団原付チャリオッツ「最後のゴ人（再演）」

2014年
- オトメステージVol.1「歌舞伎の王子様」（志水太一）
- オトメステージVol.2「擬人カレシ」（リンちゃん）

2016年
- オトメステージVol.3「マフィアモーレ☆」（ポール）

2017年
- 私のホストちゃんREBORN （玉緒）
- りーでぃんぐ☆ぱーてぃーvol.1

2018年
- りーでぃんぐ☆ぱーてぃーvol.3
- りーでぃんぐ☆ぱーてぃーvol.4

### イベント
2012年
- 萌えカル文化祭2012
- 第8回東京楽笑寄席 新人会
- ニコニコチャンネル「スポーツのチカラPROJECT」
- アキバ大好き!夏祭り2012夏ヤフーリアルオークション
- 声優口演ライブinしたコメ2012

2013年
- 第9回東京楽笑寄席 新人会
- チャップリン・ザ・ワールド 声優口演SPECIAL〜ヴォイス･オブ･チャップリン〜
- 浜松町グリーンサウンドフェスタ「浜祭」プレイベント「うるめいつ＆Supreme Daydreamトーク&ライブ」
- 新宿区若松地域協働助成事業 平家物語に親しむ会 Vol.2
- アニアモ!×うるめいつ〜トーク&ライブ

2014年
- 第11回東京楽笑寄席 新人会
- 第12回東京楽笑寄席 新人会
- 平成26年度（第69回）文化庁芸術祭参加公演「群読 口伝 平家物語」

2015年
- 本気でLOVEなSummerに大集合!!〜「本気!アニラブ」第６期テーマ曲リリースイベント〜